# 익산 임씨
익산 임씨(益山林氏)는 전북특별자치도 익산시를 본관으로 하는 한국의 성씨이다. 시조는 평택 임씨의 후손 임완(林完)이다.

## 참고 자료
- “익산임씨(益山林氏)”. 뿌리를 찾아서.[깨진 링크(과거 내용 찾기)]